# Giết người cấp độ ba
Giết người cấp độ ba là một loại tội giết người được định nghĩa trong luật của ba tiểu bang ở Hoa Kỳ: Florida, Minnesota và Pennsylvania. Nó cũng được xác định trước đây ở New Mexico (nơi từng có năm độ giết người) và Wisconsin.
Tùy thuộc vào tiểu bang, giết người cấp độ ba có thể bao gồm giết người trọng tội bất kể trọng tội cơ bản, giết người trọng tội chỉ trong trường hợp trọng tội cơ bản là không bạo lực, hoặc giết người với động cơ xấu. Tội này bị trừng phạt tối đa 40 năm tù ở Florida (trong trường hợp là tội phạm chuyên nghiệp bạo lực) và Pennsylvania, và 25 năm tù ở Minnesota.

## Bối cảnh và lịch sử
Sự phân chia đầu tiên của tội phạm giết người nói chung thành các tiểu thể loại được phân loại đã được ban hành thành luật Pennsylvania năm 1794. Dự luật này thường được giải thích dưới dạng mong muốn thu hẹp phạm vi áp dụng hình phạt tử hình ở tiểu bang này và ở các tiểu bang khác sau đó phân loại giết người thành cấp độ "thứ nhất" và "thứ hai". Luật chung của Anh, đã được chấp nhận đưa vào luật của các tiểu bang Hoa Kỳ, tại thời điểm áp dụng hình phạt tử hình đối với một số lượng lớn tội phạm; kết quả là, các quốc gia theo luật định chia tội phạm giết người thành cấp một và cấp hai, và bắt đầu chỉ áp dụng hình phạt tử hình đối với tội phạm bị kết án giết người cấp độ một. Đến năm 1953, ba tiểu bang, cụ thể là Florida, Minnesota và Wisconsin, sau đó đã tạo ra tiểu thể loại giết người cấp độ ba.